# Matz Buytaert
Matz Buytaert (14 maart 2000) is een Belgisch basketballer.

## Carrière
Buytaert speelde in de jeugd van BBC Olympia Denderleeuw en Okapi Aalst. Hij maakte van 2019 tot 2022 deel uit van de tweede ploeg van Okapi Aalst. In het seizoen 2019/20 en 2020/21 speelde hij ook voor de eerste ploeg in de Belgische eerste klasse. In 2022 verliet hij Aalst en tekende bij BC Black Boys Erpe-Mere.

## Privéleven
Zijn broer Viktor Buytaert is ook een basketballer.